# 马丁娜·马焦
马丁娜·马焦（義大利語：Martina Maggio，2001年7月26日—），意大利女子竞技体操运动员，2019年世界竞技体操锦标赛女子团体全能铜牌得主、2022年地中海运动会女子团体全能、女子个人全能和女子平衡木金牌得主、女子高低杠和女子自由体操银牌得主。